# Vitruvius (cràter)
Vitruvius és un petit cràter d'impacte situat a la Lluna que es troba a l'extrem nord de la Mare Tranquillitatis. El cràter Littrow es troba a menys de 90 km al nord, uns 45 km a nord-oest es localitza Fabbroni, uns 48 km a l'est apareix Gardner, i 53 km a sud-oest es localitza Beketov. Al voltant de 35 km cap al nord-nord-oest se situa la muntanya allargada anomenada Mons Vitruvius, i més enllà es troba la vall on la missió Apol·lo 17 va allunar. També a sud es troba la Dorsa Barlow, i més a sud-est el Mons Esam.

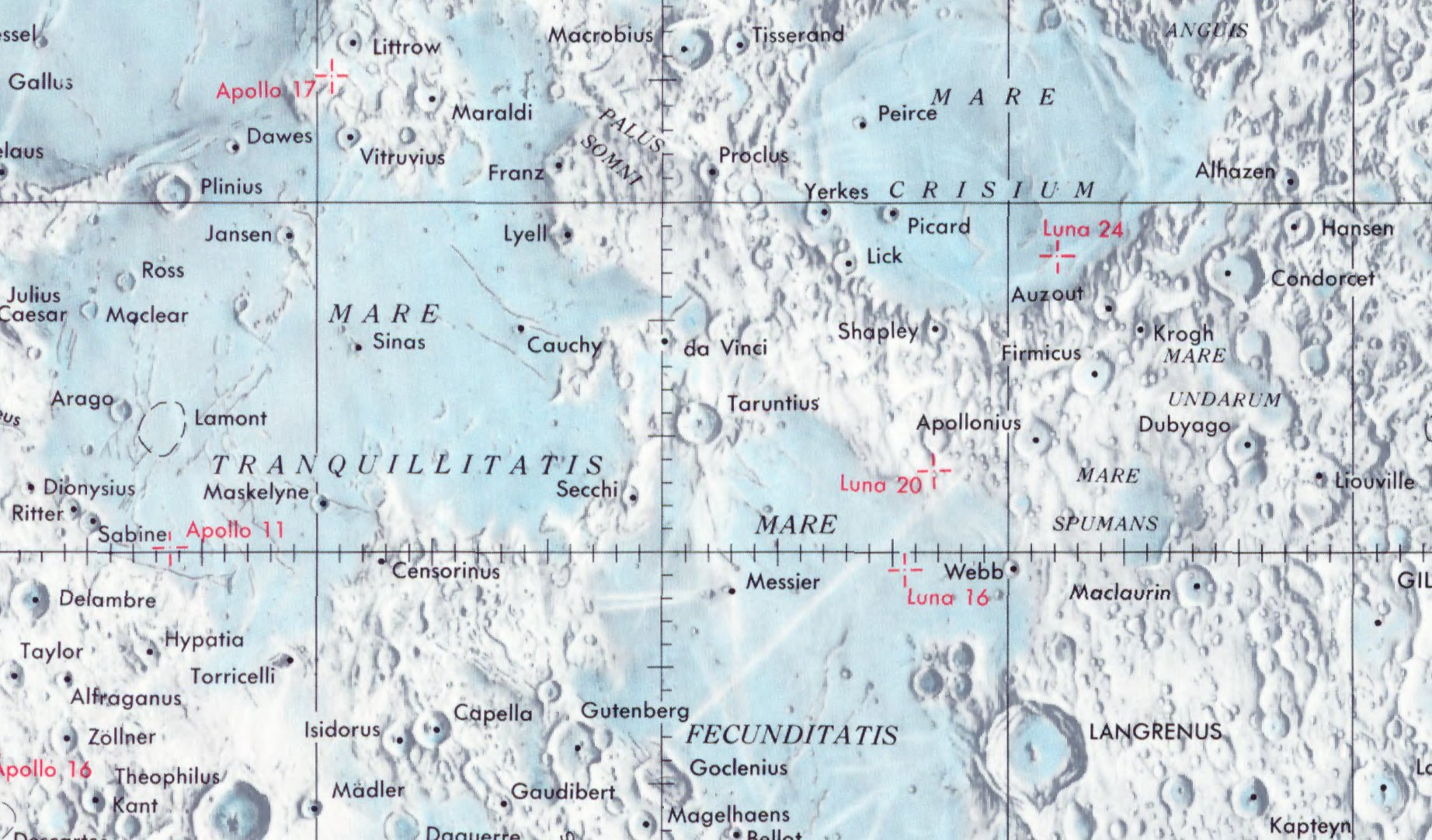
Localització de Vitruvius (quadrant superior esquerra)
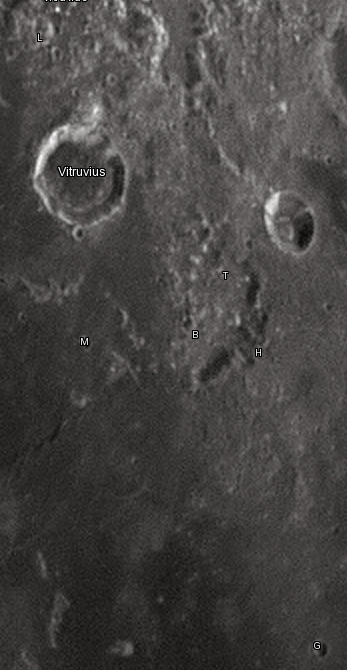
Cràters satèl·lit
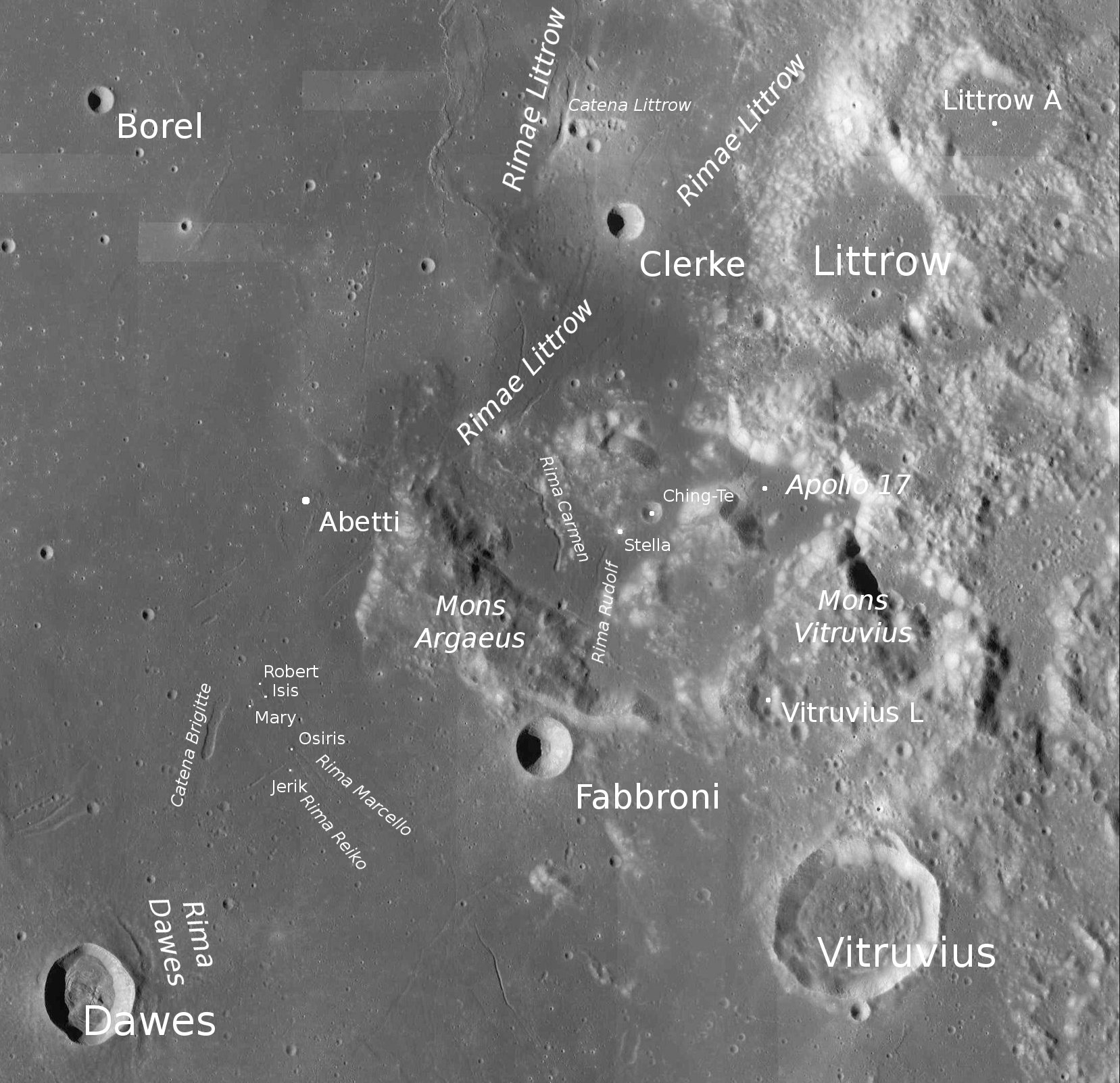
Rodalies de Vitruvius

El seu diàmetre és de 30 km i té una profunditat de 1880 metres. La seva àrea és de 675 i 700 km² i el perímetre és de menys de 100 km.
La vora de Vitruvi és bastant circular, però els costats són desiguals a nord i a l'est. La vora és més alta al nord-oest, i el sòl interior és irregular, amb algunes petites elevacions al sud-oest. Un petit cràter està unit a la vora exterior del sector sud. El terreny circumdant és més accidentat a nord del cràter.

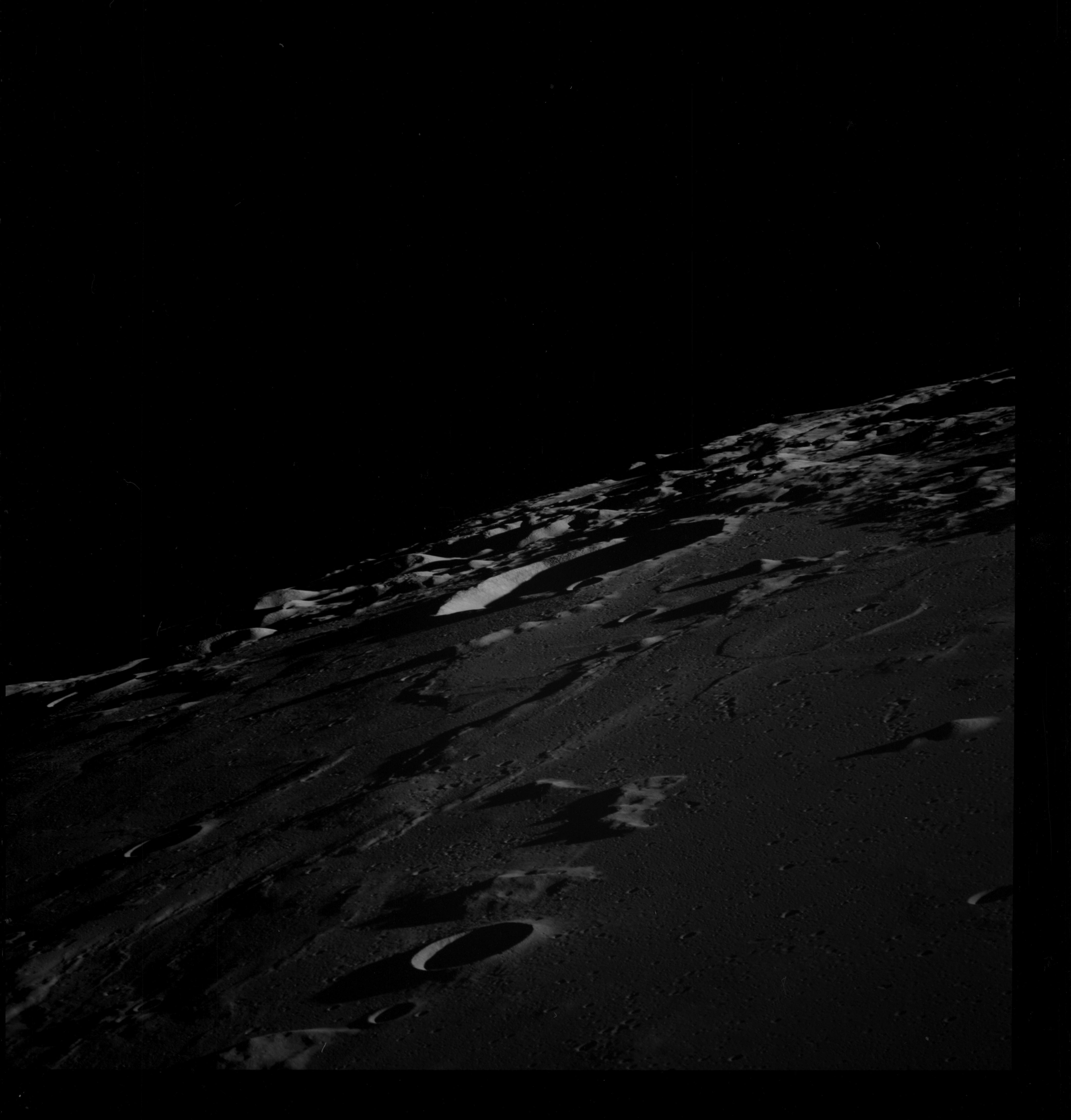
Fotografia de la missió Apollo 8
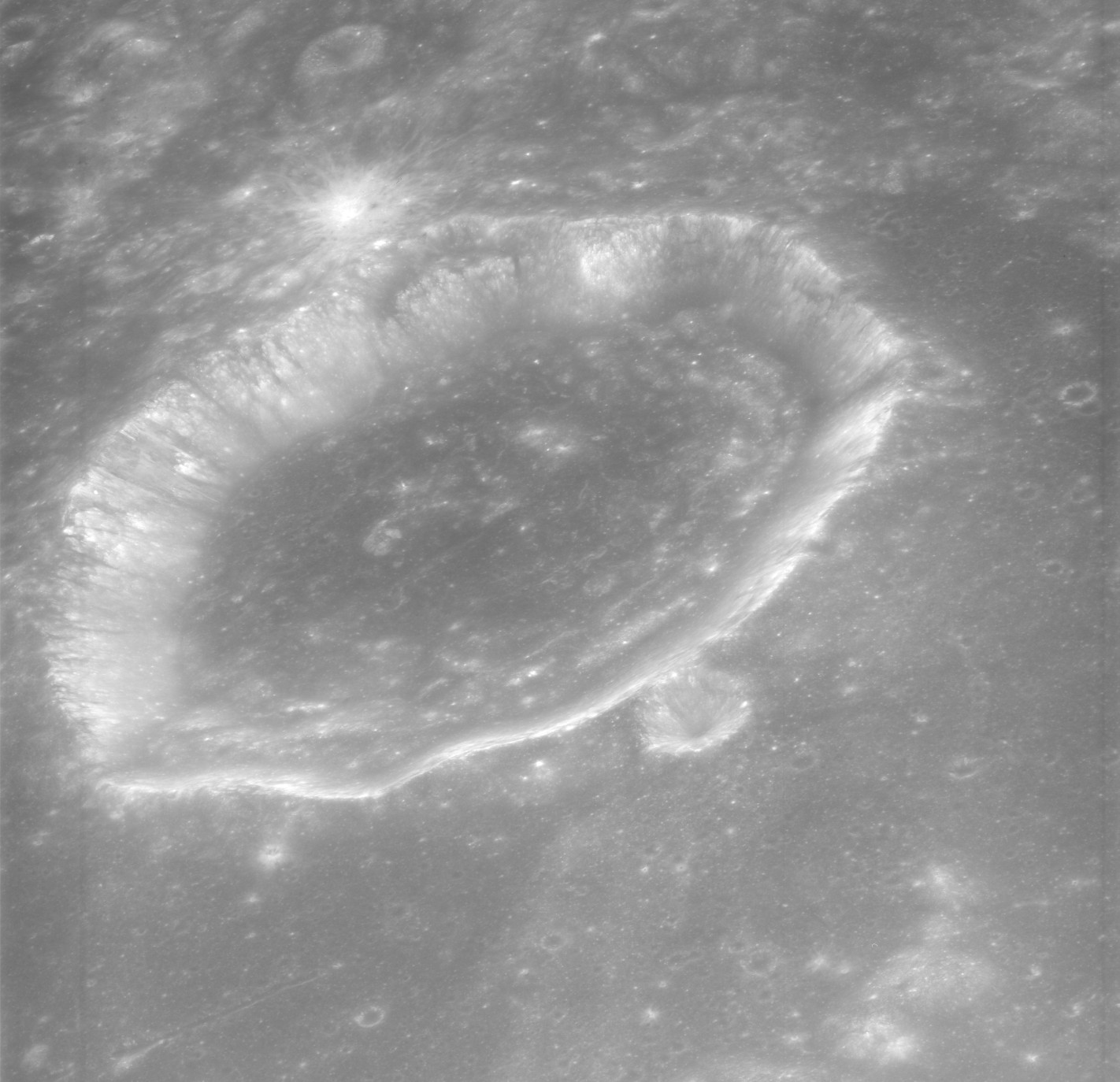
Fotografia de la missió Apollo 15
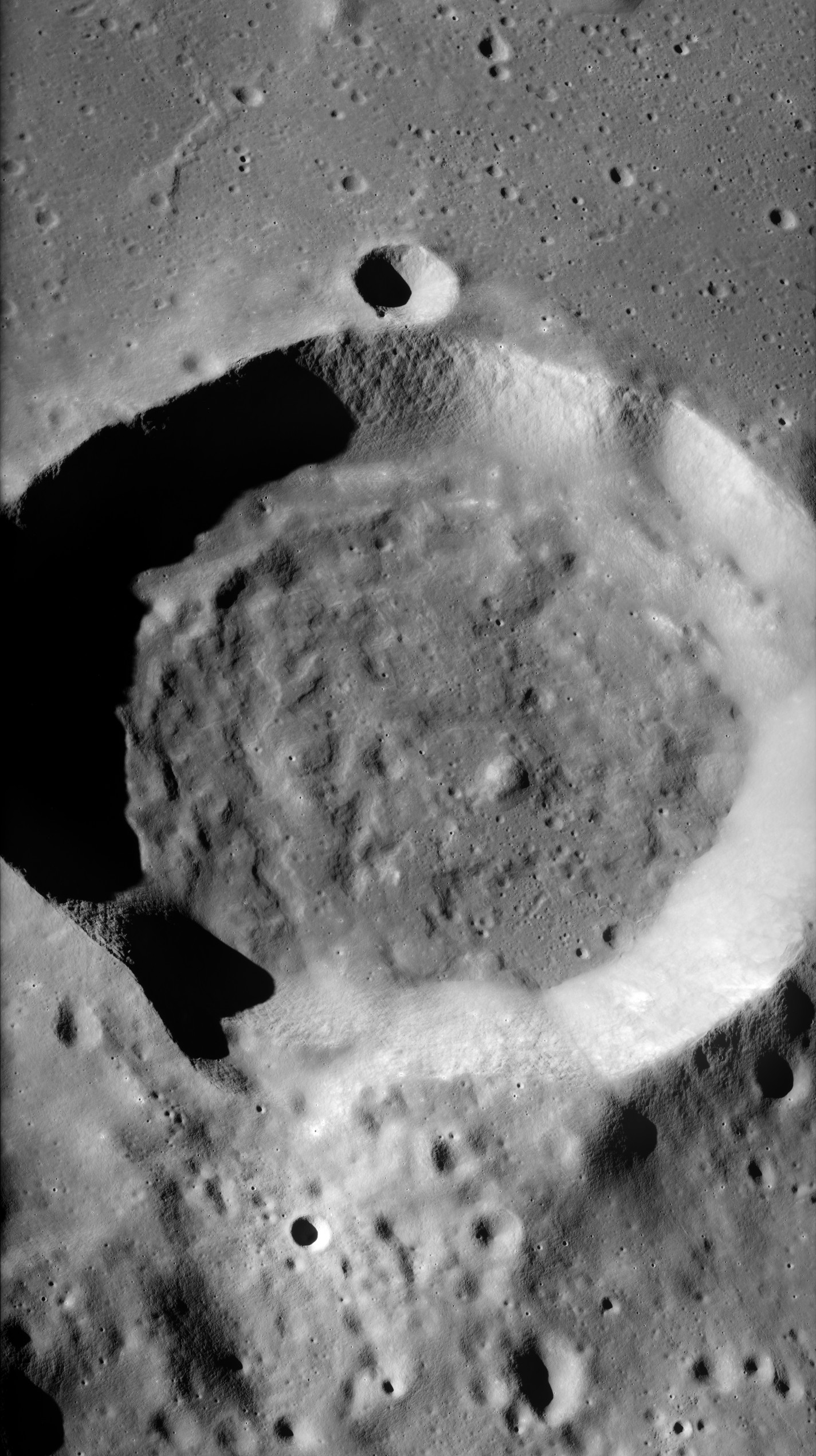
Vista obliqua de Vitruvius des de la càmera panoràmica de l'Apollo 17, mirant cap al sud

En estar situat a la zona del paral·lel 17 nord, des de la Terra es pot veure durant tot l'any al voltant de 73 graus cap al sud i a uns 31 graus cap a l'oest des de la part superior.

## Denominacions
El cràter porta el nom de l'enginyer i arquitecte romà Vitruvi. Igual que molts dels cràters de la cara visible de la Lluna, Vitruvius va ser nomenat per Giovanni Riccioli (el seu sistema de nomenclatura de 1651 es va estandarditzar). Cartògrafs lunars anteriors havien donat al cràter diferents noms: Michael van Langren el va anomenar «Cocci» en el seu mapa de 1645.
També abans de 1645, al sud del que ara és Vitruvi, es trobava un promontori anomenat «Promontorium Sancti Alberti», que porta el nom de Sant Albert. Després de 1651, el promontori no tindria nom. L'àrea del promontori es considera actualment part de la Dorsa Barlow, una cresta retorçada.

## Cràters satèl·lit
Per convenció aquests elements són identificats en els mapes lunars posant la lletra en el costat del punt central del cràter que està més proper a Vitruvius.
| Vitruvius | Coordenades                          | Diàmetre |
| --------- | ------------------------------------ | -------- |
| B         | 16° 24′ N, 33° 00′ E / 16.4°N,33.0°E | 18 km    |
| G         | 13° 54′ N, 34° 36′ E / 13.9°N,34.6°E | 6 km     |
| H         | 16° 24′ N, 33° 54′ E / 16.4°N,33.9°E | 22 km    |
| L         | 19° 00′ N, 30° 42′ E / 19.0°N,30.7°E | 6 km     |
| M         | 16° 06′ N, 31° 30′ E / 16.1°N,31.5°E | 5 km     |
| T         | 17° 06′ N, 33° 12′ E / 17.1°N,33.2°E | 15 km    |

Els següents cràters han estat reanomenats pel UAI.
- Vitruvius A -  Vegeu  Gardner (cràter).
- Vitruvius E -  Vegeu  Fabbroni (cràter).